# شهر بیدار
شهر بیدار (با نام قبلی: سر به مهر) یک مجموعه تلویزیونی محصول سال ۱۳۸۶ به کارگردانی مجید جوانمرد، نویسندگی عباس مرادیان و تهیه‌کنندگی محمدرضا ایزدی یکتا می‌باشد که از شبکه تهران پخش شد.
داستان فیلم «شهر بیدار» درباره جوانی فیلمساز به نام مسعود است که پدرش از مبارزان زمان انقلاب و رزمندگان دفاع مقدس است. وی با پزشکی به نام هانیه آشنا می‌شود که با مادر و پدربزرگش زندگی می کند. پدر مسعود با شنیدن نام پدر هانیه...

## بازیگران
- جهانگیر الماسی
- پویا امینی
- اصغر محبی
- حسین معلومی
- شراره دولت‌آبادی
- شیوا ابراهیمی
- مرتضی ضرابی